# Nachal Ako
Nachal Ako (hebrejsky: נחל עכו) je vádí v Horní Galileji, v severním Izraeli.
Začíná v nadmořské výšce necelých 50 metrů, na západním okraji města Džudejda-Makr v pobřežní nížině. Teče pak rovinatou a zemědělsky intenzivně využívanou krajinou k západu. Na okraji města Akko se stáčí k jihu, podél dálnice číslo 4. Na východním okraji pahorku Tel Ako potom zprava ústí do vodního toku Nachal Na'aman.